# Джуди Гарланд
Джуди Гарланд (на английски: Judy Garland, родена като Франсис Едъл Гъм на английски: Frances Ethel Gumm) е американска актриса и певица, считана от мнозина за най-добрата певица от златната ера на музикалния филм в Холивуд.  През 1999 г. Американският филмов институт включва Гарланд под Номер-8 в класацията на най-големите жени звезди на класическото холивудско кино.

## Биография
Джуди Гарланд започва да пее и играе още в най-ранна детска възраст. На 13-годишна възраст сключва договор с Метро Голдуин Майер (Metro-Goldwyn-Mayer), след което следват малки роли в киното. През 1939 получава ролята на Дороти в „Магьосникът от Оз“ и нейната интерпретация и изпълнение на песента „Отвъд дъгата“ („Over the rainbow“) остава завинаги в златния фонд и е обявена за песен номер едно на столетието. Филмът „Магьосникът от Оз“ я прави една от най-търсените и високо платени актриси в Холивуд. Развитието на кариерата ѝ впоследствие, носи на Джуди Гарланд две номинации за Оскар. Следва напрегната работа по много филми и за да издържа на напрежението и натоварването, тя започва да приема амфетамини и други наркотици, които по-късно водят до пристрастяване и здравословни проблеми.
Сключва пет брака. Първият е с Дейвид Роз, от 1941 до 1945, завършил с развод. По време на брака ѝ с Винсент Минели от 1945 до 1952 се ражда дъщеря ѝ, бъдещата холивудска актриса Лайза Минели. Следва Сидни Луфт (от 1952 до 1965). От този брак има две деца – дъщеря Лорна и син Джозеф (Джоуи). През следващите две години е омъжена за Марк Херон, и в годината на смъртта си за Мики Дийнс. Има записи в дует с дъщеря си Лайза Минели.
В последните години от живота си преживява драстични промени в теглото, много лични проблеми и силно пристрастяване към наркотиците. Официалната версия за смъртта ѝ е приемане на голяма доза наркотици.

## Филмография
- Pigskin Parade 1936
- Every Sunday 1936
- Fiesta De Santa Barbara 1936
- Broadway Melody of 1938 1937
- Thoroughbreds Don't Cry 1937
- Everybody Sing 1938
- Listen, Darling 1938
- Love Finds Andy Hardy 1938
- Babes in Arms 1939
- „Магьосникът от Оз“ (Wizard of Oz) 1939
- Andy Hardy Meets Debutante 1940
- Little Nellie Kelly 1940
- Strike up the Band 1940
- Babes on Broadway 1941
- Life Begins for Andy Hardy 1941
- Ziegfeld Girl 1941
- For Me and My Gal 1942
- Girl Crazy 1943
- Presenting Lily Mars 1943
- Thousands Cheer 1943
- Meet Me in St. Louis 1944
- Strictly G.I. 1944
- Clock 1945
- Harvey Girls 1946
- Till the Clouds Roll By 1946
- Ziegfeld Follies 1946
- Великденски парад 1948
- Пиратът 1948
- Words and Music 1948
- In the Good Old Summertime 1949
- Summer Stock 1950
- Star is Born 1954
- Judy, Judy, Judy 1955
- Judy Garland: General Electric Theatre Special 1956
- Нюрнбергският процес 1961
- Gay Purr-ee 1962
- Child Is Waiting 1963
- I Could Go on Singing 1963